# Eugen Kastner
Eugen Carl Kastner (* 5. Januar 1897 in Wien; † 28. Mai 1945 ebenda) war ein österreichischer Architekt.

## Leben
Kastner war der Sohn eines Offiziers, der öfters seinen Dienstort wechseln musste. Daher kam es, dass Eugen Kastner zunächst die Kadettenschule in Preßburg und dann die Realschule in Bielitz besuchte, bevor er nach dem Tod des Vaters wiederum nach Wien kam. 1915 wurde er zum Kriegsdienst eingezogen und kam zwischen 1916 und 1918 an der italienischen Front zum Einsatz. Den Krieg beendete er als Leutnant der Reserve.
1919 besuchte er die Baufachschule und studierte an der Technischen Hochschule in Wien Architektur. Nachdem er 1921/22 durch ehemalige Länder der Monarchie gereist war, arbeitete er in diversen Architekturbüros mit (u. a. bei Robert Oerley). 1928 legte er die Ziviltechnikerprüfung ab und machte sich mit seinem Freund und Studienkollegen Fritz Waage selbständig.
Durch den Bau des Umspannwerkes Favoriten und des Dorotheums Floridsdorf erwarben sich die beiden Architekten einen guten Ruf, besonders im Industriebau. Sie beschäftigten sich aber auch mit kostengünstigen Siedlungsbauten. 1933 bewarb sich Kastner vergebens um die Direktorenstelle der Kunstgewerbeschule in Wien. Um weiter Aufträge zu erhalten, war er 1936 bis 1938 Mitglied der Vaterländischen Front, 1939 bis 1945 der Reichskunstkammer. Kastner wurde ab 1942 immer wieder zum Kriegsdienst eingezogen und starb kurz vor Kriegsende als Angehöriger des Volkssturms unter ungeklärten Umständen.
Eugen Kastner zählt gemeinsam mit Fritz Waage zu den wichtigsten Repräsentanten der österreichischen Architektenszene in der Zwischenkriegszeit. Ihre Bauten reichen stilistisch vom Expressionismus über die Neue Sachlichkeit bis zu einem modernistischen Heimatstil.

## Werke
- Umspannwerk Favoriten von Eugen Kastner und Fritz Waage (1928–1931)Umspannwerk Favoriten (1928–1931)

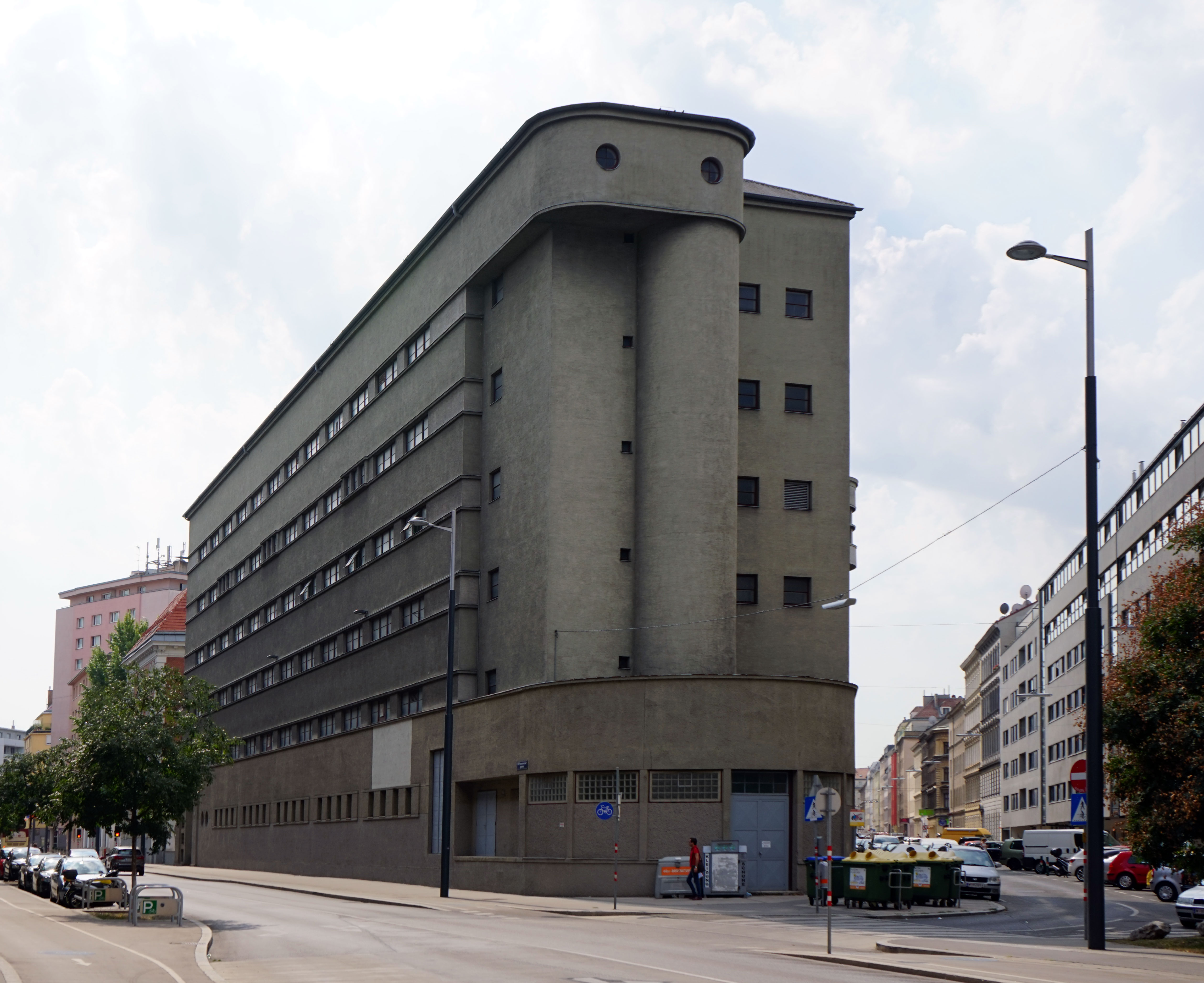
Umspannwerk Favoriten von Eugen Kastner und Fritz Waage (1928–1931)

- Pumpwerk Achenkirch, Tirol (1928–1929)
- Umspannwerk Weißgerber, Wien 3 (1929–1930)
- Kraftwerk der TIWAG in Bösdornau bei Mayrhofen, Tirol (1929)
- Dorotheum Floridsdorf (1931–1933)
- Arbeiterwohnhaus der Firma Baur’s Söhne A.G. in Arzl-Mühlau bei Innsbruck (1932)
- Geschäftslokal Austrobus, Wien 1 (1937)
- Dorotheum Währing (1937–1938)
- Assanierungsbau Zu den vier Jahreszeiten, Wien 4 (1937–1938)
- Büro- und Gefolgschaftshaus Benzolverband, Vösendorf (1938)
- Lokomotivfabrik LOFAG, Wien 21 (1938–1945)
- Gefolgschaftshaus der Martin Miller AG, Traismauer (1939–1940)
- Fabrikneubau Wertheim, Wien 10 (1939–1943)
- Österreichische Automobilfabrik A.G., Wien 21 (1940–1944)
- Flugzeugmotorenwerk Elektron, Vösendorf (1941–1942)
- mehrere Umspannstationen für die Wiener Verkehrsbetriebe in Atzgersdorf, Altmannsdorf und Kahlenbergerdorf (1942)
- Krafthaus der Semperit AG, Traiskirchen (1942)
- Brauerei Michalovce, Slowenien (1944)